# Stygophrynus cavernicola
Stygophrynus cavernicola är en spindeldjursart som först beskrevs av Tord Tamerlan Teodor Thorell 1889.  Stygophrynus cavernicola ingår i släktet Stygophrynus och familjen Charontidae. Inga underarter finns listade i Catalogue of Life.